# علي صادق أبو هيف
علي صادق أبو هيف محامٍ مصري وباحث في مجال حقوق الإنسان، وُصف بأنه أحد المتخصصين البارزين في القانون الدولي العام وحقوق الإنسان في مصر وبشكل أعم في منطقة العالم العربي. عمل أستاذاً للقانون العام الدولي بجامعة الإسكندرية. حصل على جائزة اليونسكو للتربية على حقوق الإنسان عام 1981.

## معرض صور

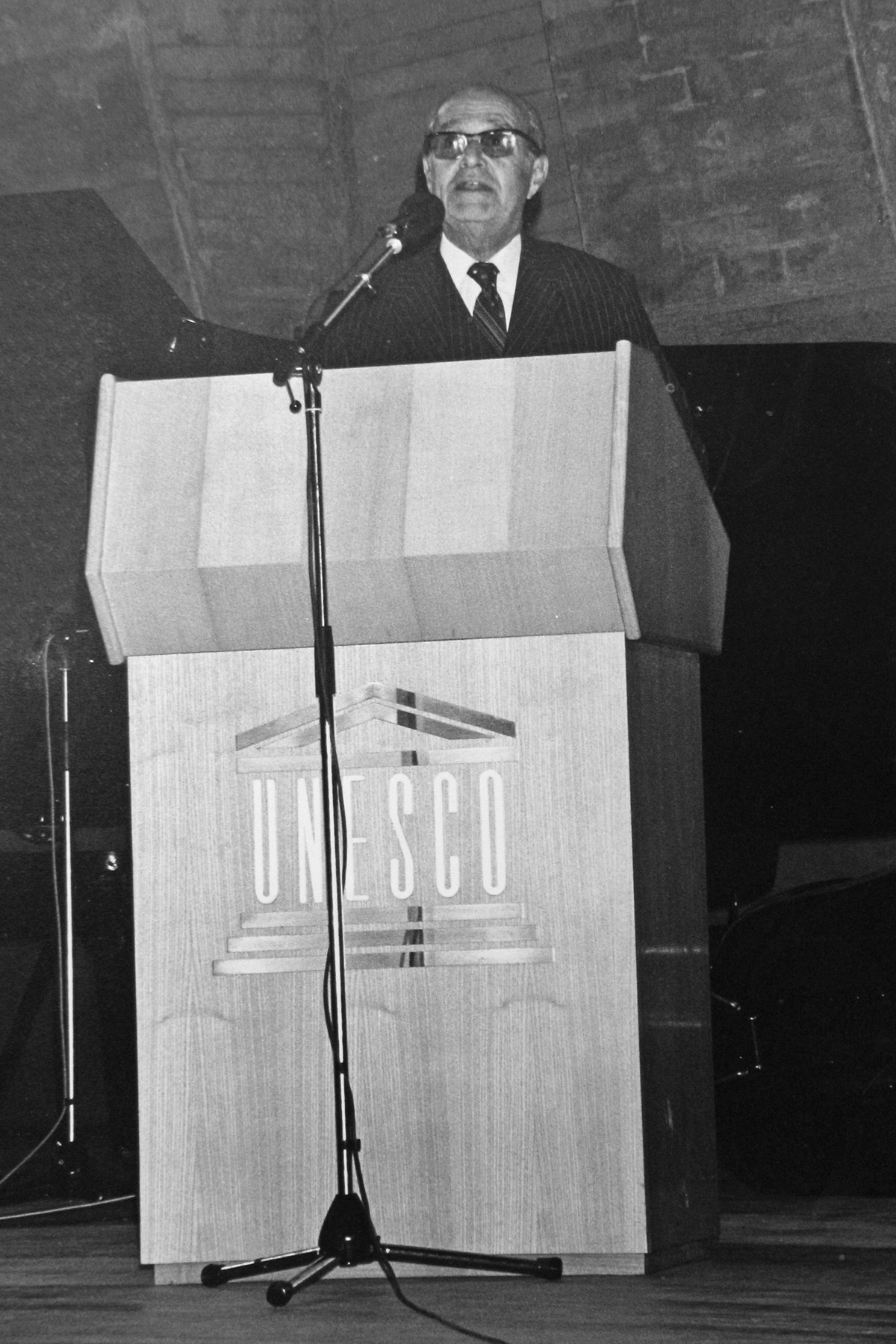
د. على صادق ابو هيف يلقي خطابا بمناسبة مراسم تسليم جائزة اليونسكو عام 1981 لتعليم حقوق الانسان
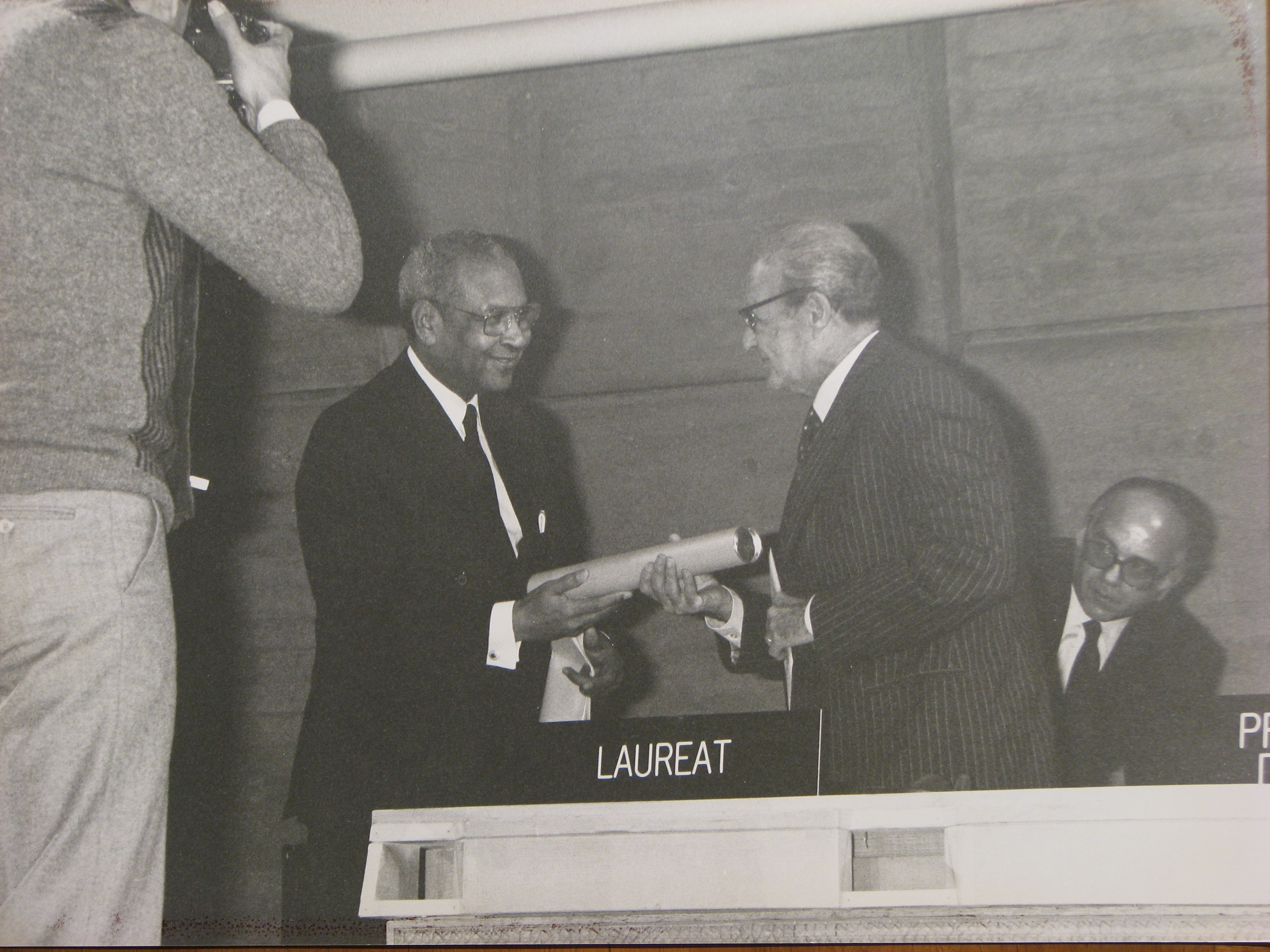
د. أبو هيف يتسلم جائزة اليونسكو لتعليم حقوق الإنسان لعام 1981